# جف استالتس
جف استالتس (به انگلیسی: Geoff Stults) (زاده ۱۵ دسامبر ۱۹۷۷) بازیگر آمریکایی است.
از فیلم‌های معروف او می‌توان به بازی در فیلم سیرا برگس یک بازنده است، زندگی اتفاق می‌افتد، جدایی، تنها شجاعان، فراموش نشدنی و در میکس اشاره کرد.